# Crédit mutuel (système économique)
Pour les articles homonymes, voir Crédit mutuel (homonymie).

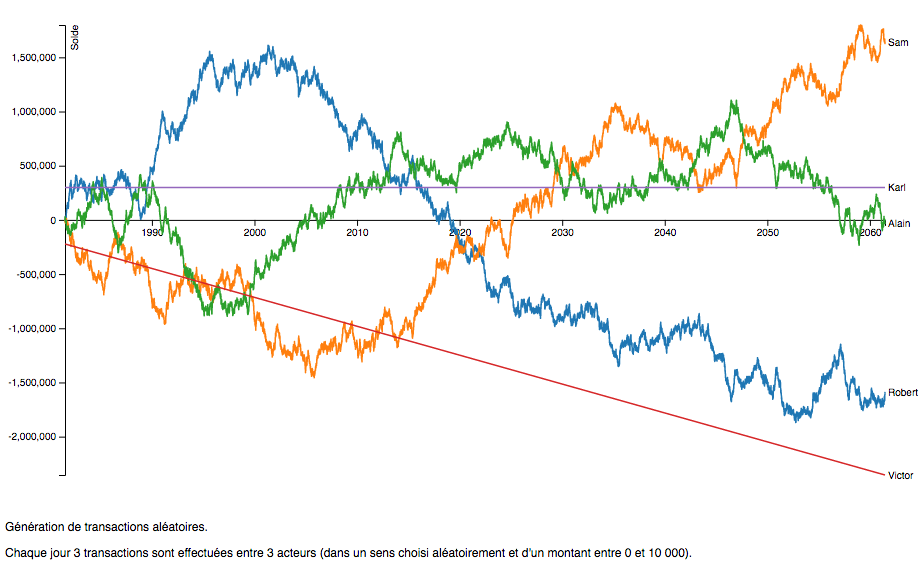
Simulation d'un échange entre 3 acteurs dans le cadre d'un crédit mutuel pendant 80 ans.

Un système de crédit mutuel (parfois connu sous le nom d'échange multilatéral ou de système à compensation de crédit) est un système de comptabilité de crédits réciproques et qui sert de monnaie dans une communauté économique.
Contrairement au crédit bancaire où seul le banquier a le droit d'émettre des crédits et où il assume l'entier du risque de non remboursement, dans le système du crédit mutuel, c'est la communauté économique qui mutualise le risque de non-remboursement. Chacun des participants est à la fois créditeur et débiteur du système. Dans un système à crédit mutuel, chaque participant obtient, dès son entrée, un droit de tirage, un potentiel de crédit sans intérêt. 
Le système de crédit mutuel a été très courant comme système bancaire dans la seconde partie du XIXe siècle et au début du XXe siècle, puis il est devenu marginal. Les noms des grandes banques comme le Crédit Mutuel et le Crédit Agricole tirent leur origine du système du crédit mutuel.
De nos jours, le système de crédit mutuel se retrouve surtout dans des systèmes économiques complémentaires, comme la banque WIR, divers autres barter entre entreprises et sous forme de banque de temps dans les SEL.

## Histoire

### Une forme de reconnaissance de dette
Depuis plusieurs millénaires au moins, on retrouve dans les systèmes économiques de toutes les civilisations humaines une forme de crédit, de reconnaissance et de compensation de dette. Que ce soit avec le don et contre don, ou dans le cadre d'une comptabilité des dettes sur tablette d'argile comme chez les sumériens, ou sur des bâtons de comptage.
Dans une étape généralement ultérieure, la reconnaissance de dette peut servir elle-même de monnaie, comme c'est le cas avec les pièces de monnaie qui sont une reconnaissance de dette de la personne (physique ou morale) qui est sur la face de la pièce.
Les pièces et billets de banque (monnaie fiduciaire) sont des reconnaissances de dette des banques centrales[réf. nécessaire]. Les comptes bancaires (monnaie scripturale, substituts monétaires) tenus par les banques commerciales sont des promesses des banques commerciales de donner de la monnaie de banque centrale ayant cours légal.
Le crédit mutuel est une forme comptable de reconnaissance de dette dans une communauté.

### Un réseau de banques communautaires
Le Crédit mutuel trouve son origine dans le mouvement mutualiste qui apparaît en 1847 en Rhénanie sous l'impulsion de Frédéric Guillaume Raiffeisen.
Le mouvement mutualiste a été popularisé dans le milieu anarchiste du XIXe siècle, notamment par Proudhon et son idée de Banque du peuple. L'idée principale des mutualistes était l'égalité et la mutualisation des risques, ainsi que le refus des monopoles et privilèges. Clarence Lee Swartz définit le mutualisme comme un système social basé sur des relations réciproques et non-invasives entre des individus libres. C'est pourquoi, dans cette mouvance mutualiste, les banques se sont transformées. L'asymétrie du banquier qui émet des crédits pour de nombreux clients et donc assume les risques seul est remplacée par un système de crédit mutuel où la communauté mutualise les risques.
Tout comme les systèmes plus anciens de crédits entre individus, par exemple les notes de crédits en magasin à l'aide de bâtons de comptage, les risques sont mutualisés au sein d'un système communautaire[réf. nécessaire].
Le modèle de banque coopérative inspiré par Raiffeisen s'est propagé sous son nom un peu partout en Allemagne, en Autriche en Suisse, en Russie, en Serbie. En France, comme un nom à consonance allemande n'était pas très populaire, c'est sous le nom de Crédit Mutuel que ce réseau de banques coopératives s'est construit[réf. nécessaire]. Toujours en France, certaines banques mutualistes se sont spécialisées dans le domaine agricole et on les retrouve sous le nom de Crédit agricole.
Au XXIe siècle, les banques n'ont gardé que le nom. Autant Raiffeisen que Crédit Mutuel ne pratiquent plus le système de crédit mutuel[réf. nécessaire].

### Banque WIR
Durant la grande crise des années 1930, le manque de monnaie a provoqué la naissance de nombreux systèmes de monnaie complémentaire. Le WIR est né à ce moment-là en Suisse Inspiré par les théories de Silvio Gesell, avec pour but d'accorder des crédits mutuels dans un réseau d'entreprises. Ainsi, il est possible de commercer sans avoir recours à la monnaie officielle devenue rare. Le Franc WIR n'est pas convertible en Franc Suisse. 
En quatre-vingts ans d'activité, le WIR est devenu un réseau de plus 60 000 entreprises. Cependant, le modèle de base de crédit mutuel a évolué. La banque WIR est devenue hybride, elle a aussi intégré des activités bancaires classiques (crédit avec intérêt).
Depuis 1948, le WIR n'est plus une monnaie fondante, et depuis 1952 le modèle de « monnaie franche » (aussi appelée « économie libre ») de Silvio Gesell a été abandonné, ouvrant la porte au crédit avec intérêt.

### Le système Bancor proposé par Keynes
À la fin de la seconde guerre mondiale, le système monétaire international a été complètement modifié. Un des acteurs principaux de cette refonte du système monétaire international était l'économiste anglais John Maynard Keynes. Il avait proposé un système de crédit mutuel international entre les devises nationales pour remplacer l'étalon or. L'unité de mesure de ce crédit mutuel était le Bancor. Cependant, les États-Unis ont fait pression pour que ce soit leur monnaie, le dollar adossé à l'or, qui devienne l'étalon international. Le système à crédit mutuel du Bancor n'a donc jamais vu le jour. Cependant de nos jours le système des Droit de Tirage Spéciaux du FMI s'en approche.
L'idée d'un crédit mutuel international a ressurgi depuis que le gouverneur de la banque centrale chinoise en a refait la proposition en 2009.

## Avantages et inconvénients

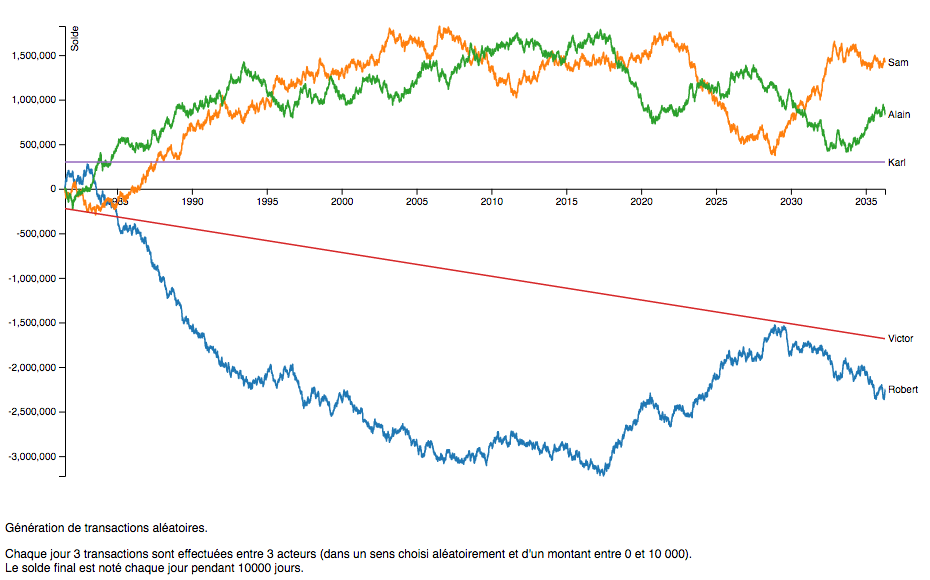
Grosse asymétrie dans la simulation d'un échange entre 3 acteurs dans le cadre d'un crédit mutuel.

Le crédit mutuel a pour avantages principaux :
- l'absence d'inflation monétaire due à une quantité inadéquate de monnaie. Ceci de par le fait qu'à tout moment il y a une parfaite égalité globale entre les crédits et les débits, donc une parfaite égalité entre la quantité de monnaie en circulation et les biens et services sur le marché ;
- le crédit mutuel n'a pas d'intérêt. On rembourse la somme empruntée, mais pas plus ;
- l'accès au crédit est plus aisé. Il n'y a pas de dossier à faire accepter à un banquier ;
- le système est stable. La combinaison entre l'absence d'intérêts exponentiels et l'absence d'inflation monétaire fait du crédit mutuel un système stable.

Le crédit mutuel a pour inconvénients :
- le risque pour la communauté de se faire infiltrer par des participants qui consomment leur crédit mais ne contribuent pas. Ceci crée un déséquilibre grandissant entre les participants très riches et très pauvres. Ce déséquilibre peut créer des poches de stagnation de monnaie ;
- la difficulté à créer des réserves de fonds propres pour une banque crédit mutuel, celle-ci n'étant qu'un intermédiaire. C'est l'obligation légale de devoir créer des fonds propres conséquents qui a été une cause de la transformation des banques en France au XXe siècle et qui a rendu le système à Crédit mutuel marginal[11].

## Comptabilité
Le système à crédit mutuel est essentiellement une comptabilité de crédits réciproques dans une communauté économique.
Chaque participant qui entre dans la communauté se voit attribuer un compte dont le solde est à 0.
Dès qu'il achète, il use de son potentiel de crédit. Le solde de son compte diminue. Au démarrage, avec un solde à 0, faire diminuer le solde le fait devenir négatif. Le même montant diminué au solde de l'acheteur est ajouté en positif au solde du vendeur.
La création monétaire est donc une conséquence d'une transaction dans le système à crédit mutuel. C'est très différent d'un système à monnaie métallique où les pièces sont créées en amont sans aucun lien direct avec la quantité de biens et services sur le marché, qui ne sont qu'hypothèses de réalisation (et donc de remboursement en vue de la « destruction monétaire »).
Le démarrage d'un système à crédit mutuel est très simple. Tous les comptes sont à 0. Ainsi on se rend bien compte qu'il est nécessaire de s'endetter pour créer de la monnaie.
Pour fermer un compte il faut le remettre à zéro. Ce qui nous donne l'exemple suivant:
| #id    | Bénéficiaire | Payeur  | Montant | Description                      |
| ------ | ------------ | ------- | ------- | -------------------------------- |
| 1      | Alice        | Bob     | 10      | Bob donne a Alice une pomme      |
| 2      | Bob          | Charlie | 5       | Charlie donne à Bob un abricot   |
| 3      | Charlie      | Alice   | 10      | Alice donne à Charlie une orange |
| Volume |              |         | 15      |                                  |

Sommes des transactions du journal
| Nom     | Somme    | Description                                                                               |
| ------- | -------- | ----------------------------------------------------------------------------------------- |
| Alice   | 0        | Equilibré - Alice a le droit de fermer son compte                                         |
| Bob     | +10-5=5  | Bob a (et est obligé de prendre) des biens et services pour une valeur de 5 unités        |
| Charlie | +5-10=-5 | Charlie doit (et est obligé de donner) des biens et services pour une valeur de 5 unités. |
| Total   | 0        | La communauté est en circuit fermé                                                        |

### Un système à crédit mutuel crée-t-il de la monnaie?
N'entretenant aucun lien avec la monnaie officielle, la plupart des systèmes de crédit mutuel ne sont — légalement parlant — pas considérés comme responsables d'une véritable création monétaire ou d'opérations de crédit, et ne doivent donc pas nécessairement être agréés en tant qu'établissements de crédit.
Cependant, le Crédit mutuel correspond tout à fait aux fonctions d'une monnaie définie par Aristote,, : unité de compte, réserve de valeur et intermédiaire des échanges

## Variantes
Afin de résoudre un certain nombre de problèmes, il existe plusieurs variantes de Crédit mutuel.
La variante la plus commune est le fait d'ajouter des limites de crédit. Ces limites peuvent aussi s'adapter à chaque participant. Un participant de confiance peut voir sa limite de crédit augmenter. C'est une manière de limiter les risques.
Il peut arriver que les soldes des comptes d'un système divergent fortement. S'il y a une trop grande différence, le risque est de voir des poches de monnaie stagnante qui empêchent une circulation optimale des biens et services. Dans ce cas, on peut imaginer un système de prêts directs entre les comptes les plus positifs et les plus négatifs.
Une autre approche pour éviter les poches de monnaie stagnante est celle proposée par Silvio Gesell dans son ordre économique naturel, soit la monnaie fondante. Gesell a comparé les flux d'un système monétaire aux flux du système sanguin. Les caillots de sang sont mauvais pour l'organisme entier. Il faut donc éviter toute capitalisation massive qui a tendance à bloquer les échanges. Avec une monnaie qui perd de sa valeur avec le temps, on incite les acteurs à dépenser leur argent et ne pas créer ce genre de poche de monnaie stagnante.
La monnaie fondante est souvent interprétée de manière asymétrique, au sens où seuls les soldes positifs fondent. Or dans un Crédit mutuel, il est bon de garantir la symétrie : ainsi, les soldes négatifs doivent aussi fondre.
On s'approche ici de la variante du crédit mutuel connue sous le nom de Système de Mesure Equilibré[réf. nécessaire]. Dans cette variante de crédit mutuel, comme ci-dessus, il y a une limite de crédit maximale et aussi une fonte périodique du solde de tous les comptes. Cette fonte périodique est calibrée de manière précise. Elle est calibrée pour qu'un solde qui soit à la limite de crédit maximale puisse obtenir une avance de crédit d'un montant équivalent à un revenu d'existence. Ainsi toute personne qui a épuisé son crédit reçoit quand même périodiquement de quoi vivre grâce à la fonte de sa dette.

## Architecture d'un système de crédit mutuel

### Architecture centralisée
Un système de Crédit mutuel peut se concrétiser de plusieurs manières. La plus simple et la plus courante étant la manière centralisée. Un système enregistre tous les échanges dans une base de données centrale.
C'est le principe des logiciels proposés par l'association CommunityForge qui équipe de nombreux SEL en Europe ou de Cyclos qui équipe par exemple la monnaie locale de Sardaigne le Sardex.

### Architecture décentralisée
Il existe des systèmes de crédit mutuel décentralisés. Chaque participant dispose d'un carnet à son nom et y inscrit chacune de ses transactions. Lors d'une transaction l'acheteur et le vendeur écrivent dans leur carnet leur partie de la transaction et signent le carnet de l'autre personne. Ainsi par cette signature croisée à l'image d'un contrat, le système de crédit mutuel est sécurisé.
Parfois, un comptable de la communauté vérifie la comptabilité. À l'image des vérificateurs de compte d'entreprises.
Ce système décentralisé est notamment mis en place à large échelle à Madagascar par l'organisation des Pèlerins de Saint-Michel, ceci sous la forme de banque de riz.

### Système à Blockchain
Avec l'arrivée des blockchains, des systèmes de crédit mutuel se créent sur cette base. C'est notamment le cas du Lémanex, le crédit mutuel entre entreprises qui fait partie de l'ecosystème de la monnaie locale du Léman.
Le projet holochain vise également à créer un système de crédit mutuel basé sur une blockchain.